# Kościół San Lio
Kościół San Lio (nazwa w języku weneckim; wł. Chiesa di San Leone IX Papa, pol. kościół św. Leona IX) – rzymskokatolicki kościół w Wenecji w dzielnicy (sestiere) Castello, dedykowany św. Leonowi. Administracyjnie należy do Patriarchatu Wenecji. Jest kościołem dekanalnym w parafii Purificazione di Maria (potocznie Santa Maria Formosa).
Z wystroju jego wnętrza wyróżnia się sufit z malowidłami Giandomenica Tiepola oraz renesansowa kaplica Gussoni z bogatą dekoracją, dzieło Pietra Lombarda i jego syna, Tullia. W kaplicy znajduje się grobowiec Canaletta.

## Historia

### Pierwotny kościół
Według tradycji pierwotny kościół został ufundowany w IX wieku przez rodzinę Badoer. Początkowo nosił wezwanie, choć krótko, Świętego Krzyża z Luprio, by następnie przyjąć wezwanie św. Katarzyny Aleksandryjskiej. Późniejsze i ostateczne dedykowanie kościoła św. Leonowi było efektem walki, którą w tamtych czasach prowadzili ze sobą patriarchowie Grado i Akwilei. W 1043 roku doża Domenico I Contarini odzyskał Grado, odbierając go Poppone, patriarsze Akwilei. Ponieważ papież Leon IX wspierał w tym konflikcie Wenecję, po zburzeniu w 1054 roku kościoła św. Katarzyny nowo zbudowaną świątynię dedykowano właśnie jemu. Pierwsza udokumentowana wzmianka o kościele pochodzi z 1108 roku. 
Według widoku Jacopa de’ Barbari z XVI wieku nowy kościół miał formę trzynawowej bazyliki w typowym stylu wenecko-bizantyńskim. Na początku XIV wieku wprowadzono pewne modyfikacje w stylu gotyckim, a następnie, w 1520 roku w stylu renesansowym. Autorem tych ostatnich był Pietro Lombardo. Świadectwem okresu renesansowego jest kaplica Gussoni (Cappella Gussoni). W XVII stuleciu dokonano następnej gruntownej modernizacji, której uwieńczeniem była w 1619 roku nowa konsekracja.

### Obecny kościół
Kolejną radykalną przebudowę kościoła rozpoczęto w 1783 roku. W jej efekcie całkowicie wyburzono znaczną część pierwotnej budowli przekształcając jej wnętrze w jedną, obszerną salę, z prezbiterium i dwiema kaplicami bocznymi, zachowaną do dziś. Z tego okresu pochodzą organy oraz panele namalowane nad wejściem do kościoła.
W 1797 roku upadła Republika Wenecka. Na mocy dekretu napoleońskiego Królestwa Włoch z 5 czerwca 1805 roku (oraz kolejnych dekretów) zainicjowano w Wenecji proces kasat i przekształceń kościołów i klasztorów oraz zmian granic parafii. Kościół św. Leona przestał pełnić funkcję kościoła parafialnego, stając się kościołem filialnym parafii Santa Maria Formosa.

## Architektura

### Kościół
Kościół jest położony przy niewielkim placu, wokół którego rozciąga się zwarta zabudowa. Z tego powodu jego apsyda oraz lewa strona są całkowicie zasłonięte przez sąsiednie budynki. Dwukondygnacyjna fasada, pochodząca z 1783 roku, przedzielona jest wystającym gzymsem, a w pionie rozczłonkowana na trzy części za pomocą pilastrów. W częściach skrajnych znajdują się okna, a całość wieńczy trójkątny tympanon z centralnie umieszczonym oculusem w formie trójliścia koniczyny. W przyziemiu zachował się dorycki portal z początku XVI wieku.

### Kampanila
Z kampanili, widocznej na rycinie Jacopa de’ Barbari, zbudowanej prawdopodobnie w 1054 i rozebranej w 1783 roku, zachowała się tylko dolna część po lewej stronie wejścia. Kampanila była budowlą ceglaną z podwójnymi lizenami, z komorą dzwonną przeprutą biforiami i zwieńczoną stożkowym hełmem otoczonym czterema sterczynami.

## Wnętrze

### Prezbiterium
W ołtarza głównym znajduje się płótno Martwy Chrystus podtrzymywany przez aniołów i świętych pędzla Palmy młodszego. Na prawej ścianie wisi obraz Umycie stóp A. Merli, a na lewej – Ukrzyżowanie Pietra Della Vecchia. Sufit zdobi obraz Anioł schodzący, aby pocieszyć Eliasza, przypisywany Pietrowi Moro. Po lewej stronie ołtarza znajduje się w pozłacanej obudowie niewielka ikona Dziewica z Dzieciątkiem.

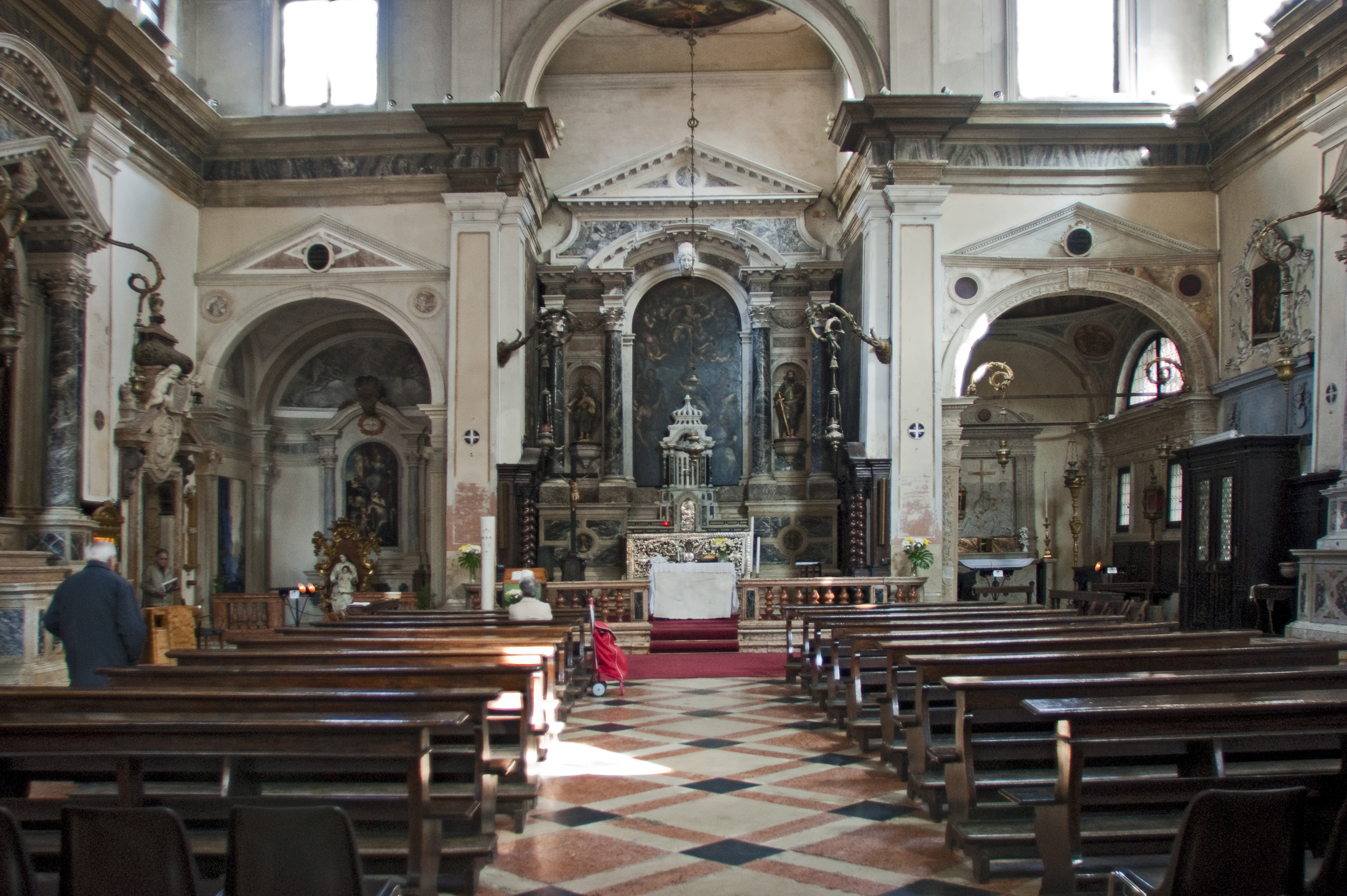
Wnętrze
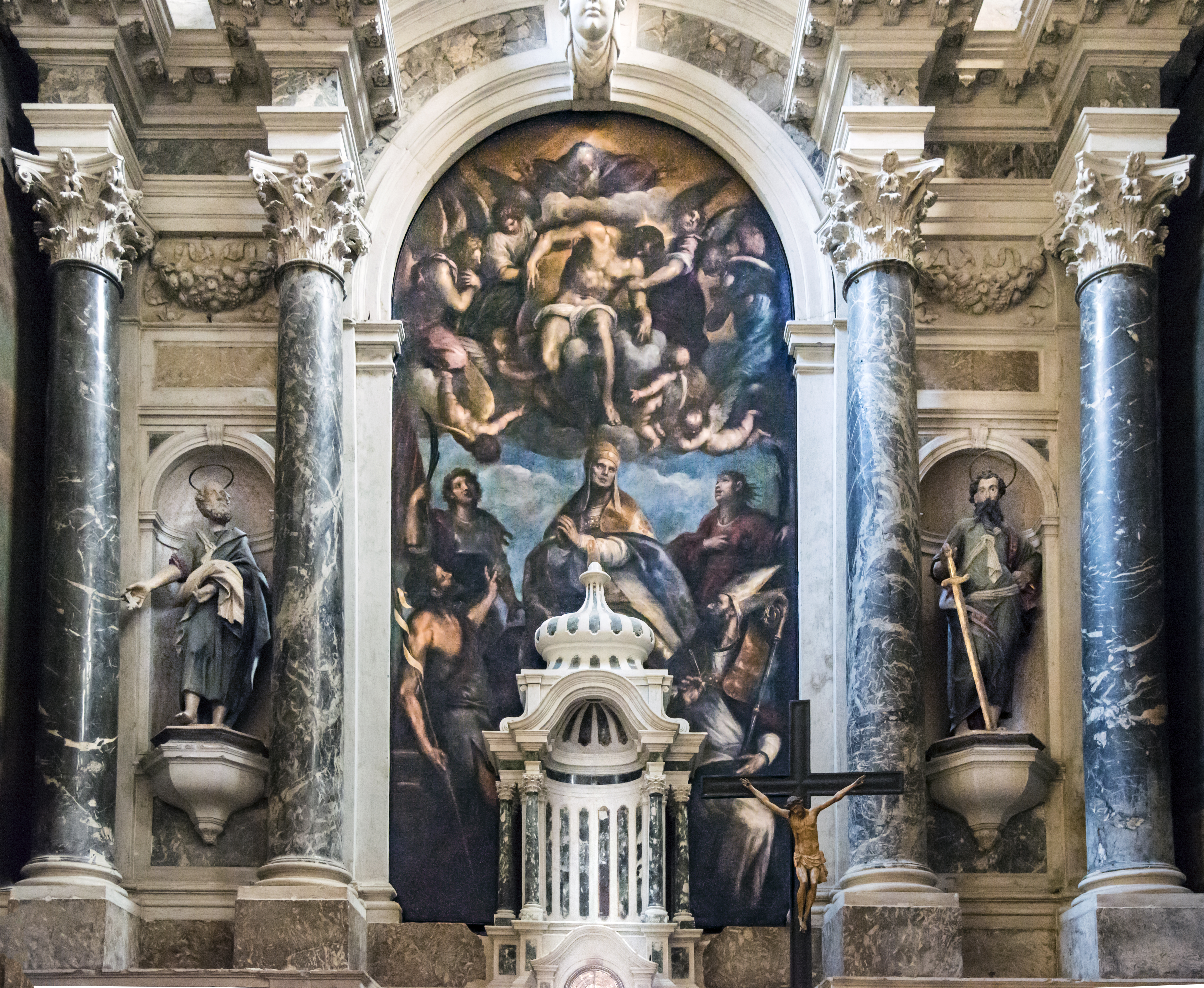
Ołtarz główny, obraz Martwy Chrystus podtrzymywany przez aniołów i świętych (Palma młodszy)
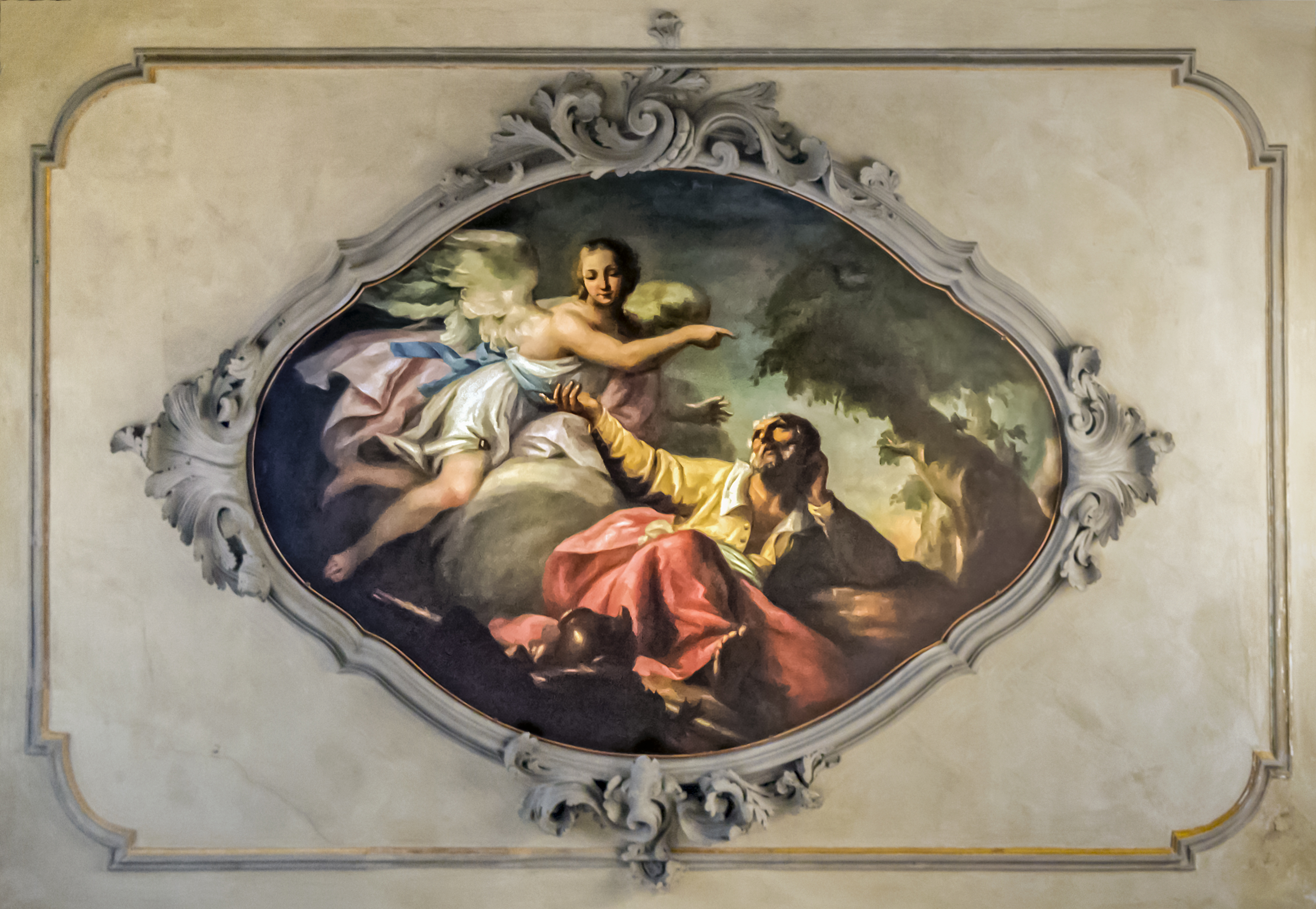
Anioł schodzący, aby pocieszyć Eliasza (przypisywany Pietrowi Moro)

### Prawa kaplica apsydialna
W prawej kaplicy bocznej zwanej kaplicą Gussoni (Cappella Gussoni), zbudowanej kosztem rodziny Gussoni, jest pochowany Canaletto. Przy wejściu do niej widnieją Alegorie humanistyczne ofiary Jezusa. Na ołtarzu znajduje się marmurowa, obramowana pilastrami płaskorzeźba Pietà i czterech świętych, przypisywana Tulliowi Lombardo. Górną część sklepienia zdobi medalion Ojciec Przedwieczny błogosławiący, a pendentywy – pozłacane reliefy z czterema Ewangelistami dłuta Pietra Lombardo.

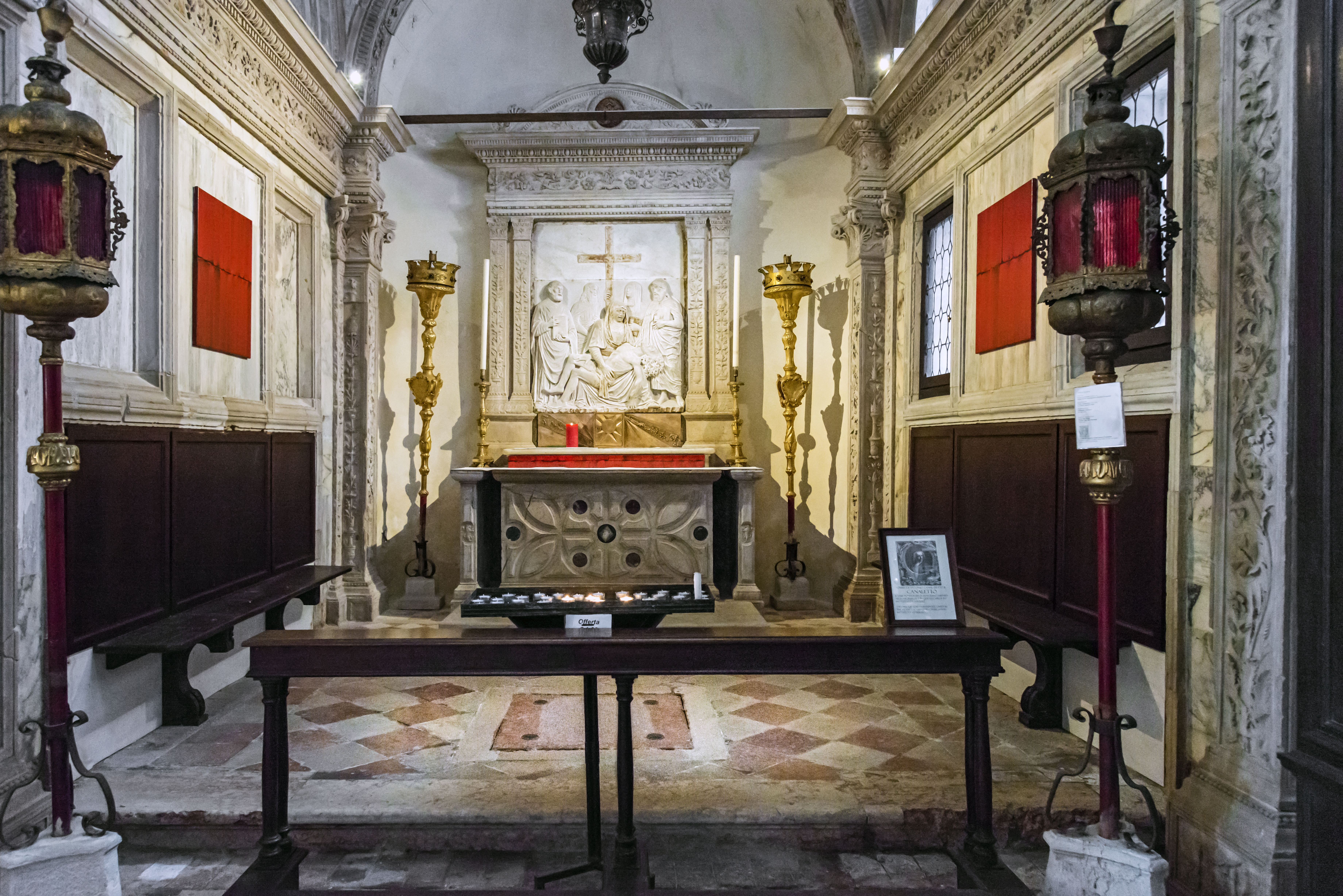
Kaplica Gussoni
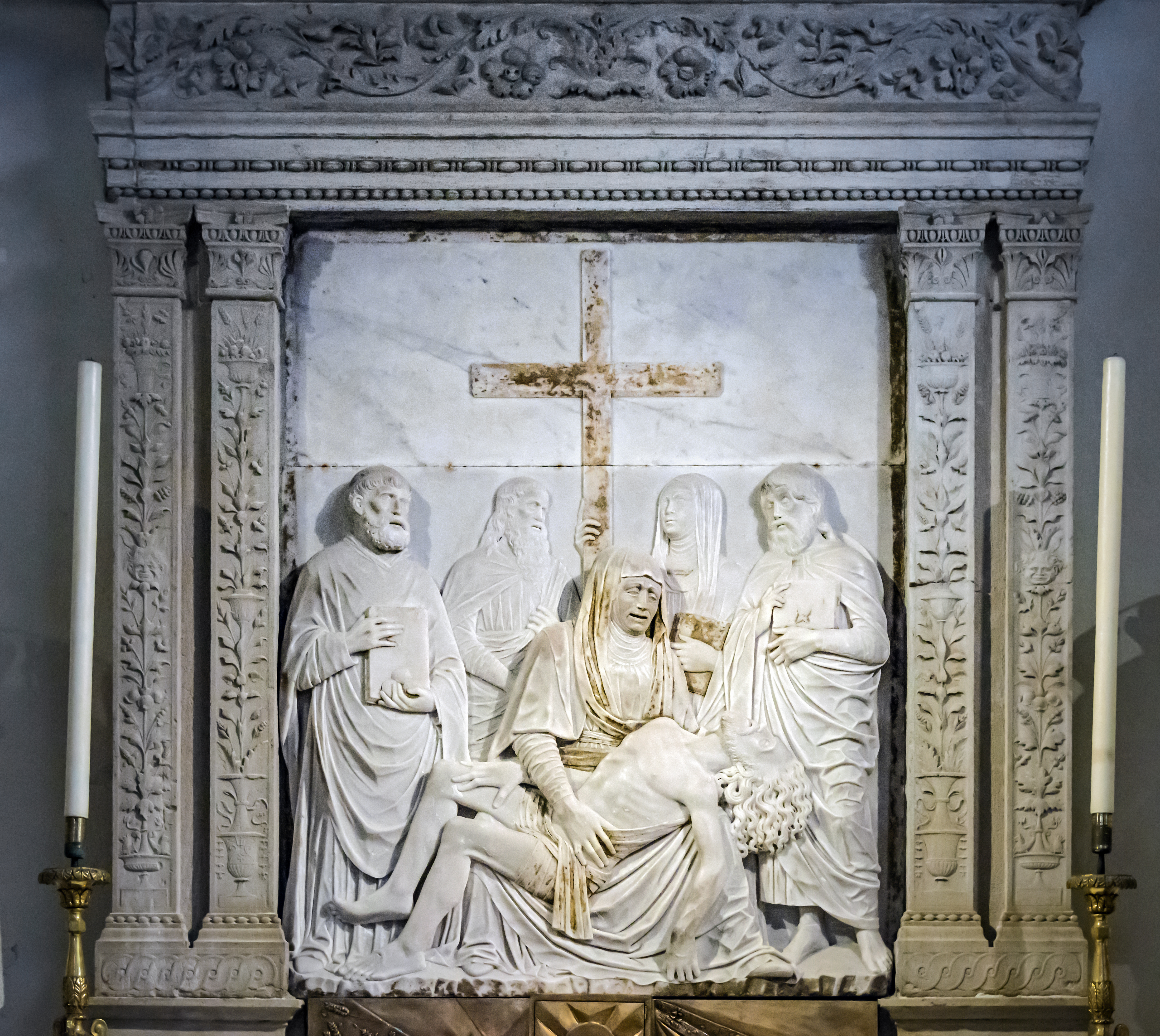
Pietà i czterech świętych (relief przypisywany Tulliowi Lombardo)
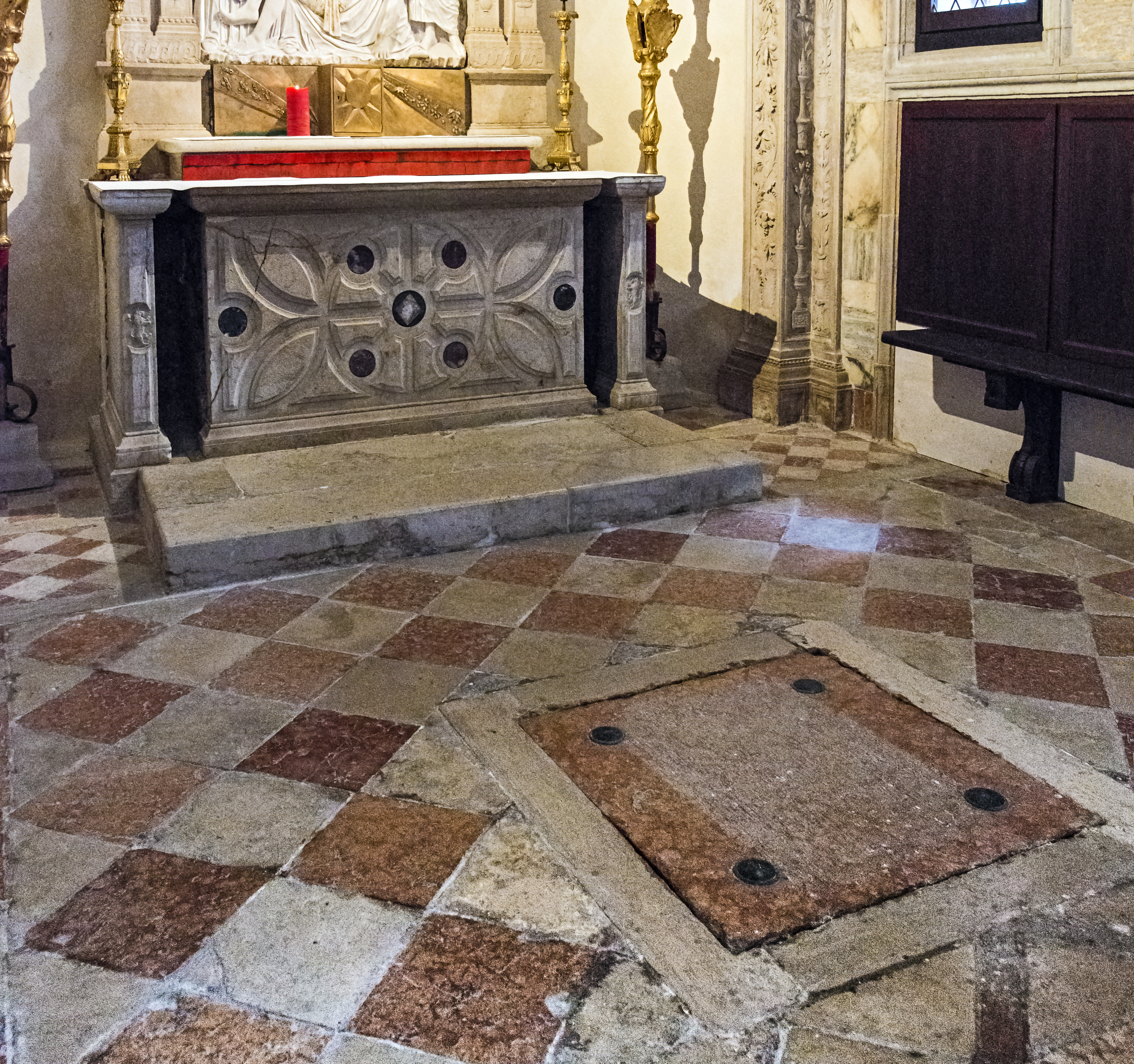
Grobowiec Canaletta

### Lewa kaplica apsydialna
W ołtarzu znajduje się: obraz Św. Barbara, św. Alojzy Gonzaga i św. Wincenty Ferreriusz, przypisywany Ludovicowi Gallinie.

### Nawa
Na płaskim suficie widnieją freski Św. Leon w chwale, Podwyższenie Krzyża oraz Aniołowie i cnoty kardynalne, wszystkie pędzla Giandomenica Tiepola z 1783 roku.

#### Prawa strona
Na ścianie wisi płótno Palmy młodszego Święta Katarzyna z Aleksandrii. W pierwszym ołtarzu znajduje się obraz Maryja w chwale ze św. Marcinem biskupem, św. Franciszkiem, św. Dominikiem, św. Mariną, św. Marka Ewangelistą i św. Józefem, dzieło szkoły weneckiej. Nad drzwiami prowadzącymi do bocznego wejścia umieszczono w marmurowej oprawie obraz Ostatnia Wieczerza pędzla M. del Moro. Napis upamiętnia poświęcenie kościoła po odbudowie ukończonej w 1619 roku. Drugi ołtarz zdobi obraz Św. Marek Ewangelista, św. Antoni, św. Łucja, św. Ludwik i św. Jan Ewangelista Pietra Antonia Novellego z 1779 roku. Na ścianie, w marmurowej ramie widnieje obraz Pietà, przypisywany Liberale da Verona.

#### Lewa strona
Wokół drzwi wejściowych do zakrystii zbudowano monument nagrobny Andrei Pisaniego. W pierwszym ołtarzu znajduje się obraz Koronacja Matki Boskiej oraz święci Piotr i Andrzej, Marek Evangelista, Jan Chrzciciel i św. Anna, dzieło szkoły Tycjana. Pulpit ambony zdobią Alegorie Kościoła i cnót chrześcijańskich, przypisywane Gaetano Zompiniemu. W chrzcielnicy został w 1697 roku ochrzczony Canaletto. na ścianie wisi Chrzest Chrystusa, płótno XVII-wiecznego, anonimowego artysty. Drugi ołtarz został ufundowany przez bractwo Schola Picola dei Capeleri de Feltro. Zdobi go obraz Tycjana Apostoł Jakub Większy z 1558 roku. Na ścianie wisi obraz Palmy młodszego Św. Leon IX.

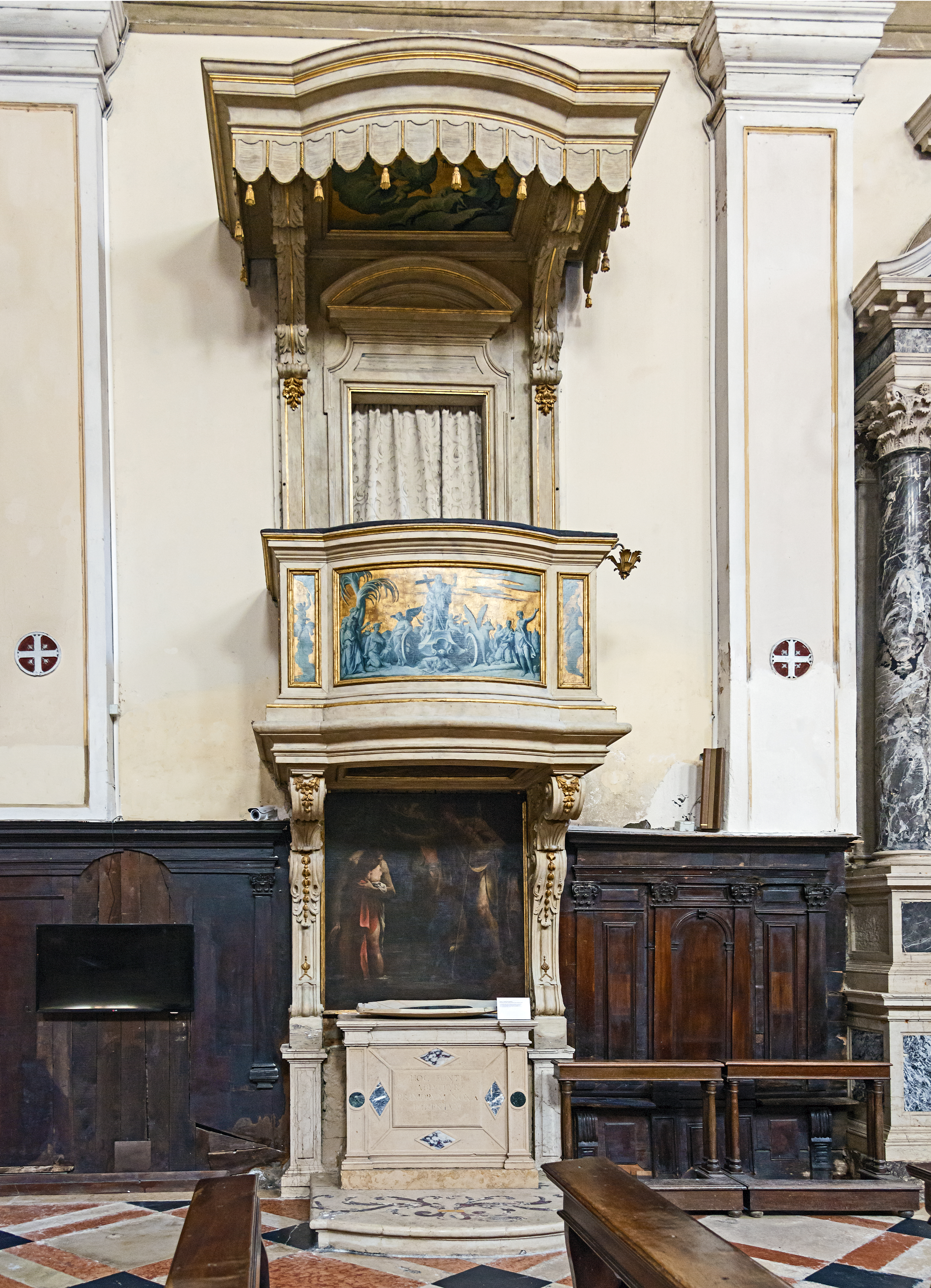
Chrzcielnica i ambona
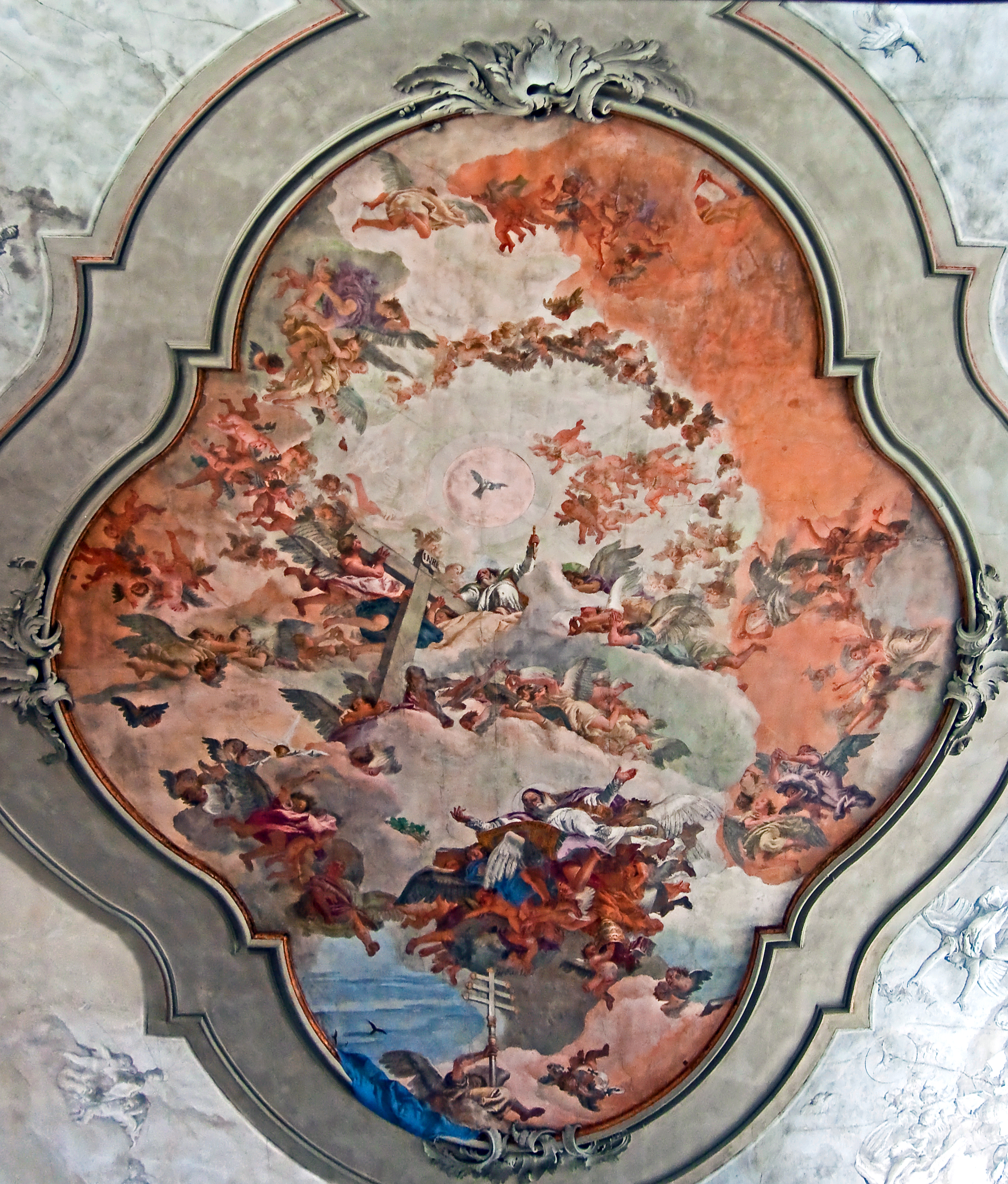
Giandomenico Tiepolo, Aniołowie i cnoty kardynalne
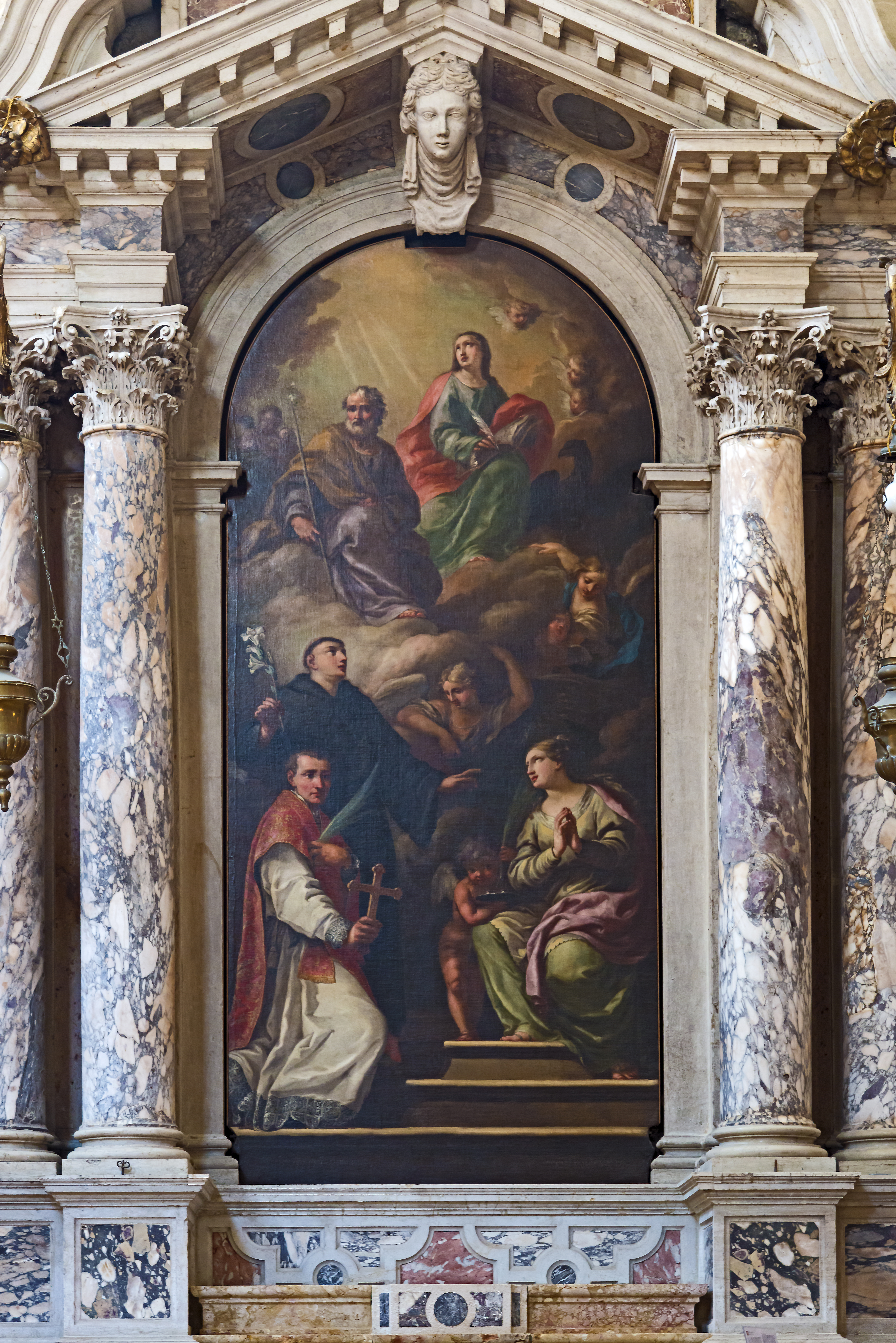
Pietro Antonio Novelli, Św. Marek Ewangelista, św. Antoni, św. Łucja, św. Ludwik i św. Jan Ewangelista
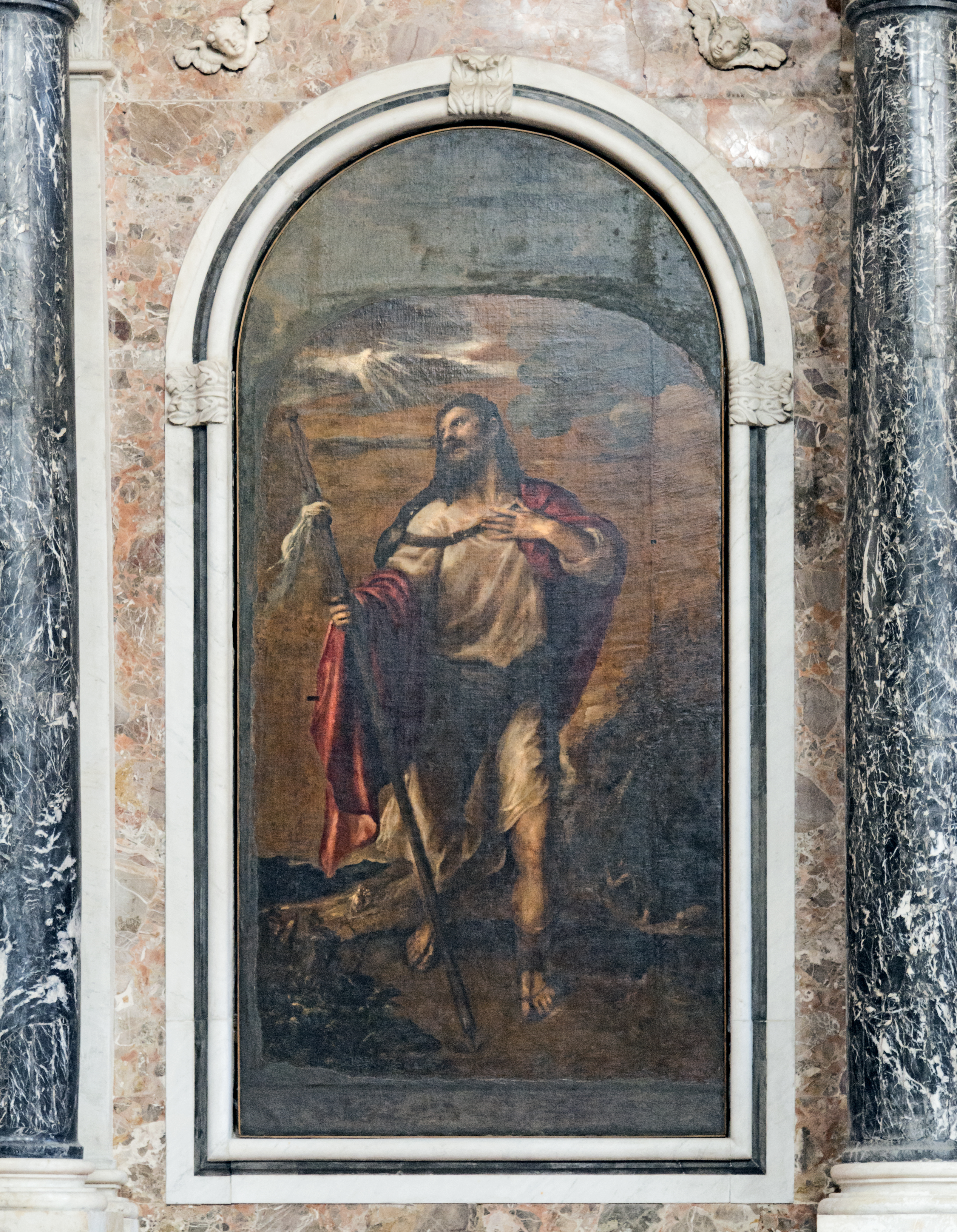
Tycjan, Apostoł Jakub Większy
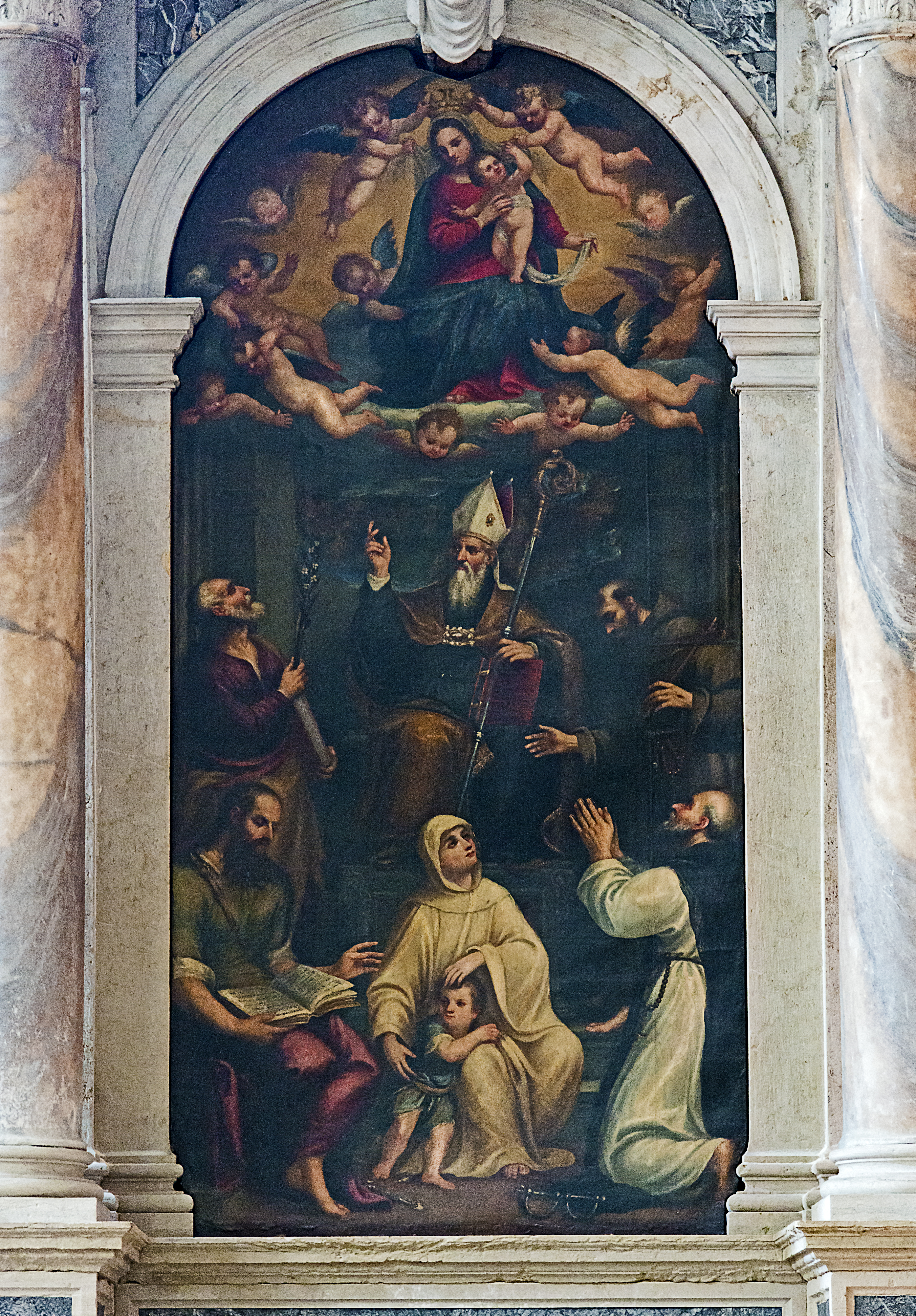
Maryja w chwale ze św. Marcinem biskupem, św. Franciszkiem, św. Dominikiem, św. Mariną, św. Marka Ewangelistą i św. Józefem (szkoła wenecka)
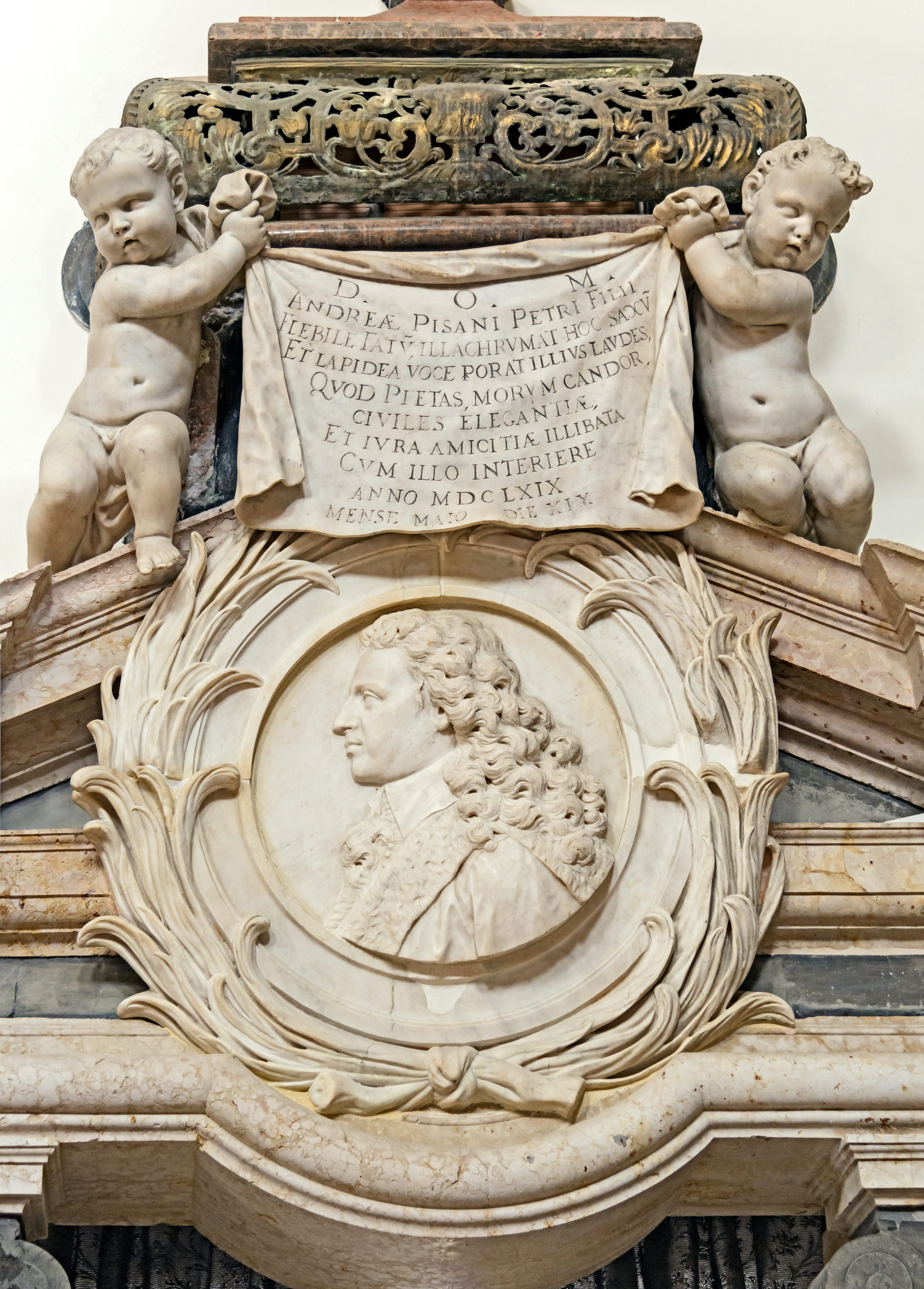
Pomnik nagrobny Andrei Pisana

### Chór muzyczny
Na XVIII-wiecznym chórze muzycznym z balustradą ozdobioną Historiami Dawida Gaetano Zompiniego znajdują się organy zbudowane w 1784 roku przez Gaetana Callida. Mają one 16 głosów. Po ich bokach stoją dwa drewniane posągi Św. Barbara i Św. Cecylia.

## Ośrodek duszpasterstwa środowiskowego
Kościół jest ośrodkiem duszpasterstwa turystyki i środowisk dziedzictwa kulturowego.

## Wystawy site-specific
W kościele okazjonalnie odbywają się imprezy wystawiennicze, mające charakter dialogu z liturgią i obecnymi w nim dziełami sztuki. Zgromadzone są w nim także dzieła sztuki współczesnej, przeznaczone do kultu. Powierzchnia wystawiennicza w kościele nie jest zbyt duża, ale nadaje się do instalacji typu site-specific; kościół jest wyposażony w systemy elektryczne i oświetleniowe zgodnie z obowiązującymi normami oraz w system alarmowy.
W przeszłości był miejscem wystaw z Biennale, mających za zadanie umożliwienie integracji i dialog między dziełami sztuki z różnych epok. Wśród nich były:
- wystawa sztuki współczesnej Già e non ancora, towarzysząca Biennale 2005[6],
- Bruegel Suite Lecha Majewskiego, zaprezentowana w ramach Biennale 2011[6],
- Beyond the Veil – tryptyk Sylke von Gaza w kaplicy Gussoni, zrealizowany na zlecenie Biura ds. Dóbr Kultury Patriarchatu Wenecji (Ufficio Beni Culturali del Patriarcato di Venezia) w ramach Biennale 2015[8].